# Charte des droits et libertés

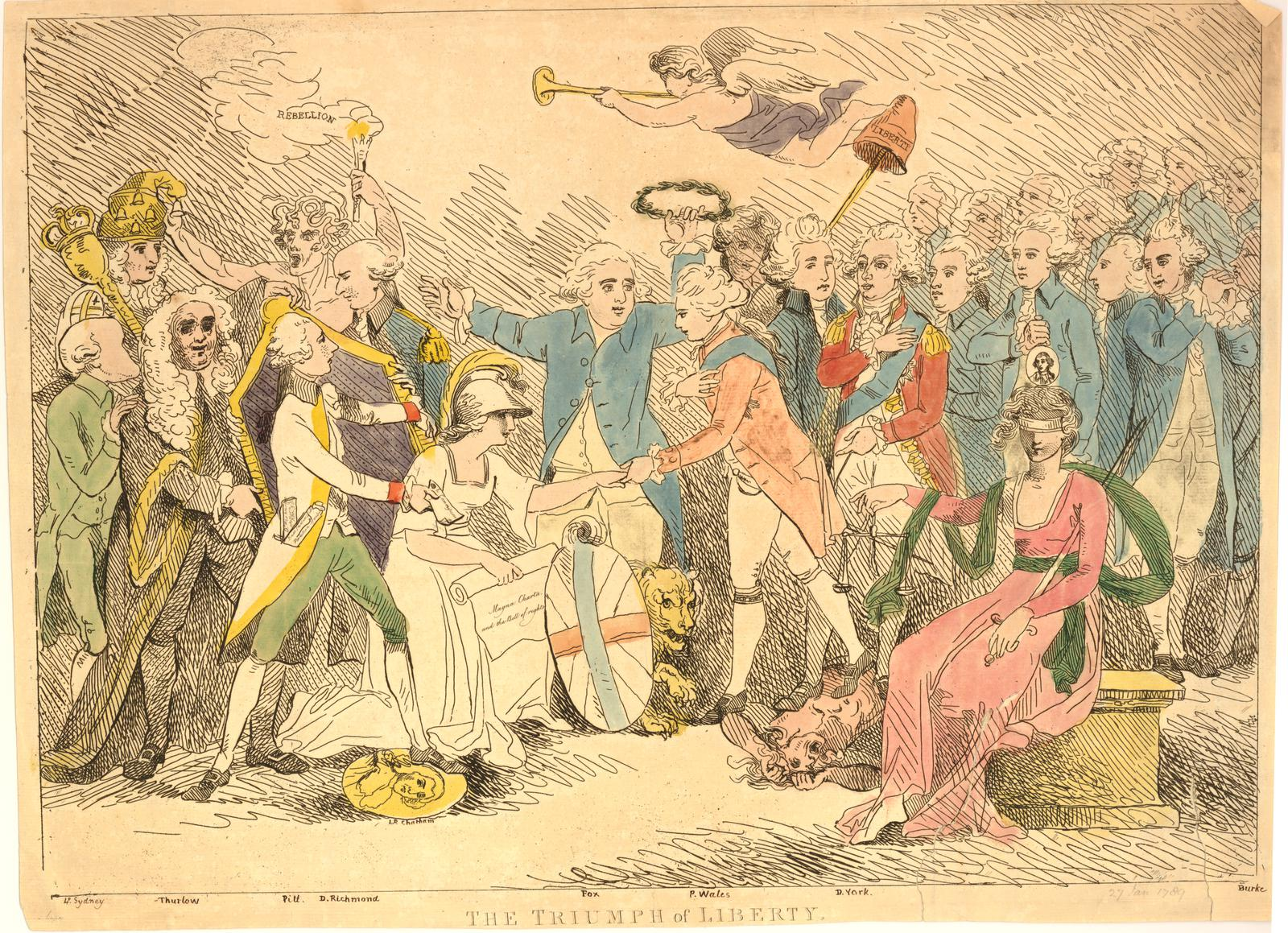
Sur cette caricature "Le Triomphe de la Liberté", on voit Britannia tenir la Magna Carta et le Bill of Rights

Plusieurs documents à travers le monde ont pour titre Charte des droits et libertés ou une variation mineure de ces mêmes mots. Ce sont des documents officiels, adoptés par le corps législatif de l'État et qui énonce les droits fondamentaux des citoyens. Dans plusieurs juridictions, ce document a un caractère constitutionnel contraignant.
Historiquement, le plus ancien document de ce type est la Magna Carta en 1215 imposé au roi anglais Jean sans Terre. Toujours en Angleterre, le Bill of Rights 1689 impose de manière plus marquée aux monarques anglais l'obligation de respecter les droits de sujets. Aux États-Unis, les dix premiers amendements à la Constitution sont appelés le Bill of Rights et accordent aux citoyens de la nouvelle république la garantie de droits et de libertés.  La Déclaration des droits de l'homme et du citoyen de 1789, en France, sert également de modèle à de nombreuses législations. Enfin, le 10 décembre 1948, l'Assemblée Générale de l'Organisation des Nations unies adopte la Déclaration universelle des droits de l'homme, qui établira un standard universel en matière de droits de l'homme.

## Canada
- Charte des droits et libertés de la personne (Québec)
- Charte canadienne des droits et libertés